# 잭 스캔런
잭 찰스 스캔런(영어: Jack Charles Scanlon, 1998년 8월 6일 ~ )은 잉글랜드의 배우이다.

## 출연 작품
- 줄무늬 파자마를 입은 소년 (2008)